# Cosa nostra statunitense

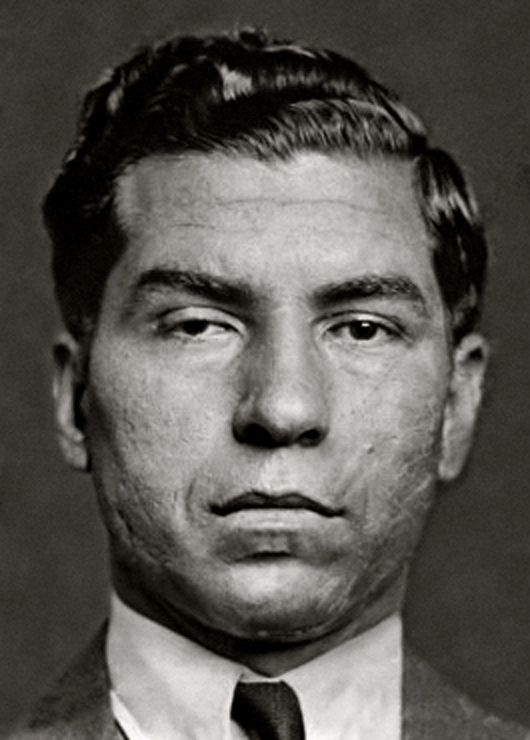
Charlie "Lucky" Luciano, uno dei più noti esponenti della mafia italo-americana

Cosa nostra statunitense, detta anche Mafia americana, Mafia italoamericana, Cosa nostra americana e La Cosa Nostra, è il nome con cui viene definita l'organizzazione criminale di stampo mafioso italo-statunitense originatasi come un'associazione di "Cosa nostra" emigrati negli Stati Uniti d'America (a cui nel tempo si aggiunsero altri gangster di origine campana e calabrese), a partire dalla seconda metà del XIX secolo.
L'espressione venne creata nel secondo dopoguerra dal boss italo-americano Lucky Luciano, il quale ad una domanda di un affiliato sul nome da dare alla ristrutturazione della mafia (questo era il solo nome primigenio dell'organizzazione criminale nata in Sicilia e poi diffusasi in negli USA) in Sicilia e negli Stati Uniti, rispose che era "una cosa tra loro", appunto "cosa nostra", per mantenerne meglio la segretezza.
Simile a Cosa nostra siciliana, di cui ha mantenuto i rituali, è un'organizzazione mafiosa potente e segreta, priva di un nome formale. Coloro che ne fanno parte la chiamano cosa nostra o our thing ("cosa nostra"). I mass media statunitensi la chiamano anche National Crime Syndicate ("Sindacato nazionale del crimine"), però questo epiteto comprende anche il sindacato ebreo-americano che collaborava strettamente con Cosa nostra italo-statunitense. Negli Stati Uniti, i mass media la chiamano anche semplicemente the Italian Mafia (mafia italiana), the Italian Mob (la banda italiana o il sindacato italiano), the Mafia, the Mob (la Banda o il Sindacato), Cosa nostra o La Cosa nostra, benché gli esperti usino questi termini anche per descrivere Cosa nostra siciliana e altre organizzazioni criminali italiane, mentre the Mob, anche se di solito indica Cosa nostra statunitense, può indicare anche la criminalità organizzata in generale o altre organizzazioni criminali specifiche come the Irish Mob (la mafia irlandese) o the Jewish Mob (la mafia ebraica).
Cosa nostra statunitense iniziò ad emergere nei poveri quartieri italiani nella Lower East Side di New York, nel resto dell'East Coast ed in varie metropoli (come New Orleans) tra la fine dell'Ottocento e l'inizio del Novecento, seguendo l'ondata migratoria italiana (soprattutto dalla Sicilia, seguita da quella del Sud Italia) verso le Americhe. Si tratta comunque oggi di una mafia a sé stante (prima però costola, poi alleata e collegata, di Cosa nostra siciliana) dall'originaria siciliana. Infatti, col passare del tempo, vari gangster italoamericani di origini non siciliane: bande criminali di origini napoletane che inglobavano calabresi ecc., attive negli USA (come la Camorra newyorkese) si sono unite ai siciliani di Cosa nostra americana (attratti da maggiori potere e ricchezza che i siciliani offrivano loro, in cambio della fedeltà all'organizzazione siciliana, che ampliando i suoi affari e il suo raggio d'azione, dovette ammettere al suo interno anche elementi non siciliani) per formare la moderna mafia pan-italiana degli Stati Uniti, in cui però l'elemento siciliano era ed è stato sempre maggioritario e dominante, tanto che la mafia siciliana è stata l'unico modello di riferimento, con il quale ha sempre avuto un contatto particolare e privilegiato. Oggi la mafia americana collabora con mafie operanti in Italia, come ad esempio Camorra e 'ndrangheta, e soprattutto storicamente con Cosa nostra siciliana da cui appunto ha tratto origine e di cui per molto tempo è stata una costola, non solo dunque semplicemente alleata.
Attualmente le forze di polizia degli Stati Uniti considerano ancora la mafia americana come il gruppo criminale organizzato più grande degli USA. Essa ha mantenuto il controllo su gran parte dell'attività criminale statunitense e anche in alcune parti del Canada (caso della famiglia Rizzuto). Risulta essere attiva con un numero non preciso di affiliati che va dai 3400 ai 6800 solo nello stato di New York, soprattutto nelle sue roccaforti storiche come New York, New Jersey, Filadelfia, Detroit, Chicago e nel New England, insieme a famiglie minori, associati e gruppi che controllano Florida, Las Vegas, Los Angeles e Texas. Le famiglie della mafia americana sono riuscite ad insediarsi in almeno 26 città statunitensi, con vari rami, gruppi divisi e associati in altre città. Le famiglie più famose includono le cinque di New York: Gambino, Lucchese, Genovese, Bonanno e Colombo. Al suo apice (anni venti-anni novanta) la mafia americana è stata la più potente organizzazione criminale di tutti gli Stati Uniti. Mentre ogni famiglia operava indipendentemente nel proprio territorio, il coordinamento nazionale era affidato, come in Sicilia, alla Commissione, un organo direttivo formato dai boss delle famiglie più potenti.
Ad oggi la maggior parte delle attività dell'organizzazione sono contenute nell'area nord-orientale degli Stati Uniti, dove continua a dominare la criminalità organizzata, nonostante il crescente numero di bande di strada e altre organizzazioni che non sono di origine italiana.

## Storia

### Origini, cause e Mano Nera
Il primo documento trattante l'evoluzione della mafia negli Stati Uniti venne pubblicato nella primavera del 1869. Il New Orleans Times riferiva che il Second District della città di New Orleans era stato invaso dai "ben noti e famigerati siciliani assassini, falsari e ladri, che, nell'ultimo mese, hanno formato una sorta di compartecipazione generale o società per azioni per il saccheggio e la dispersione della città". L'emigrazione dal Sud Italia verso le Americhe era principalmente rivolta verso Brasile e Argentina e New Orleans aveva un pesante volume di traffico portuale.
I primi gruppi di mafiosi siciliani che operarono negli Stati Uniti si stabilirono nell'area di New York e New Orleans, occupandosi di estorsioni e rapine ai danni delle comunità italiane, attraverso lettere ricattatorie accompagnate da minacce di morte, di sfregi e di danneggiamenti.
Divennero grandi influenti soprattutto a New York, progredendo lentamente dalle operazioni in piccoli quartieri dei ghetti italiani alle organizzazioni nazionali e metropolitane. La Mano Nera (organizzazione già esistente in Sicilia e controllata dal boss siciliano Vito Cascio Ferro), era il nome dato ad un metodo di estorsione utilizzato nei quartieri italiani a cavallo del 1900. Gli americani in un primo momento la scambiarono per la mafia vera e propria; in realtà non lo era. Pur trattandosi di un consorzio criminale, era frammentata in numerose ma piccole bande che utilizzavano gli stessi metodi delittuosi.
Daniele Coppola sembra essere stato il primo membro di Cosa nostra a emigrare negli Stati Uniti; insieme ad altri sei siciliani era approdato a New York dopo essere scappato dall'Italia per aver ucciso undici ricchi proprietari terrieri, il cancelliere e il vice-cancelliere di un tribunale di provincia siciliano. Venne arrestato a New Orleans nel 1881 e subito estradato in Italia.

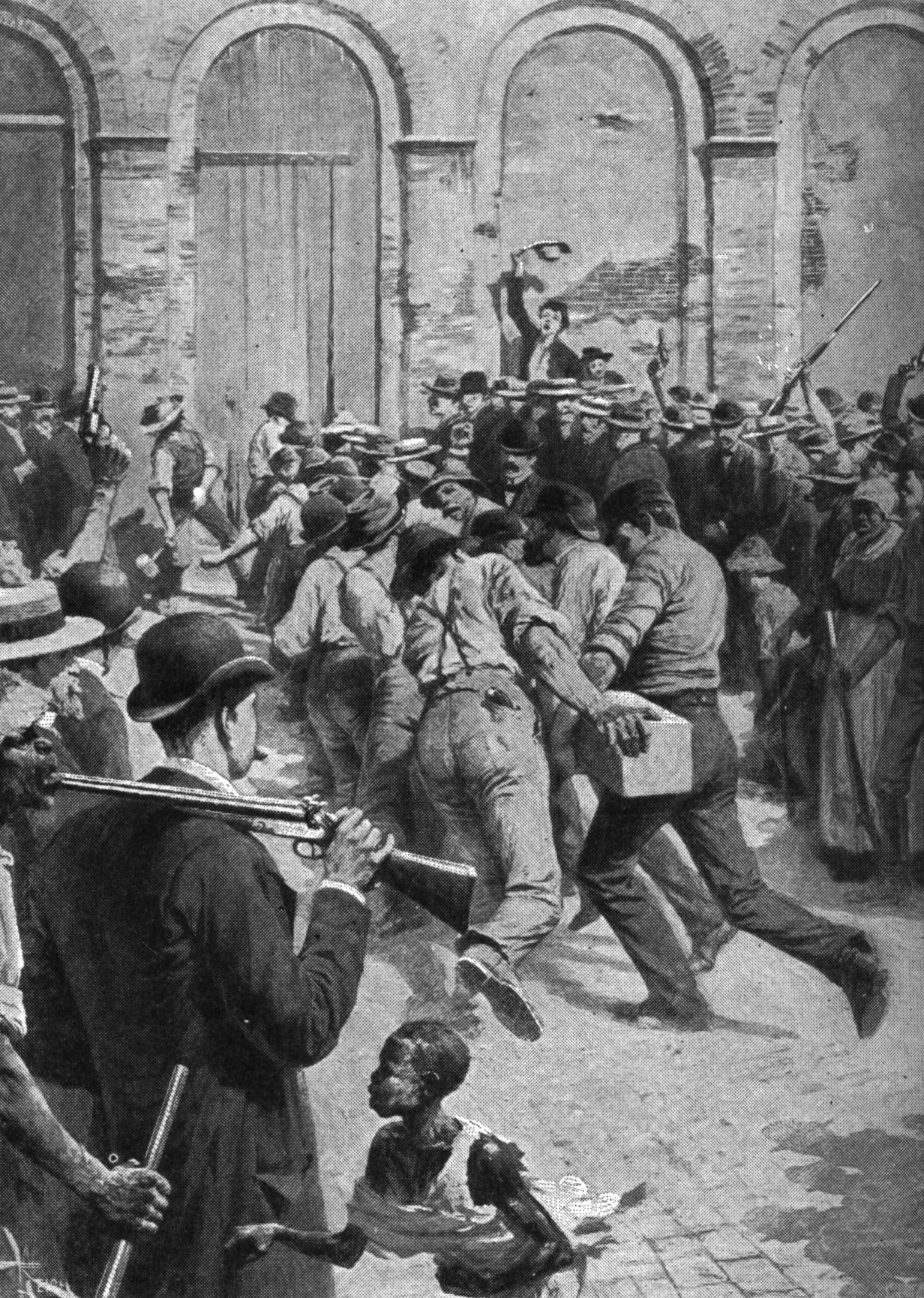
Linciaggio degli italiani a New Orleans nel 1891

New Orleans fu teatro del primo delitto di mafia negli Stati Uniti, che calamitò l'attenzione sia nazionale che internazionale: il 15 ottobre 1890 fu ucciso il sovrintendente di polizia di New Orleans, David Hennessy, con metodi riconosciuti mafiosi. Non è ancora chiaro se ad assassinarlo fossero stati gli immigrati italiani o se si trattava di una montatura attuata dai nativi americani contro gli odiati immigrati italici. Furono arrestati centinaia di siciliani con accuse poco credibili e, alla fine, diciannove di loro furono incriminati per omicidio. Il tutto si risolse, però, con l'assoluzione degli imputati, grazie alla collaborazione di testimoni tenuti sotto minaccia o corrotti. L'indignazione dei cittadini di New Orleans raggiunse il culmine, tanto da sfociare nel linciaggio e nell'uccisione di undici dei diciannove imputati: due furono impiccati, nove fucilati e gli altri otto riuscirono a scappare. Ancora oggi, questa reazione è ricordata come il linciaggio più grande della storia americana.
Dal 1897 al 1910 una cosca siciliana, guidata dal mafioso Giuseppe Morello, operava a Manhattan e ad East Harlem, compiendo estorsioni, rapine e falsificazione di banconote: nel 1903 la banda Morello venne coinvolta nel famigerato «delitto del barile» (il corpo orribilmente sfigurato del mafioso siciliano Benedetto Madonia, membro della cosca, fu trovato chiuso in un barile abbandonato in una strada), che suscitò molto scalpore nell'opinione pubblica statunitense dell'epoca, su cui indagò il detective italiano Joe Petrosino.
A Chicago il 19th Ward, che era il quartiere italiano, divenne noto come il Bloody Nineteenth a causa della frequente violenza nel distretto, principalmente come risultato di attività mafiose, faide e vendette. 

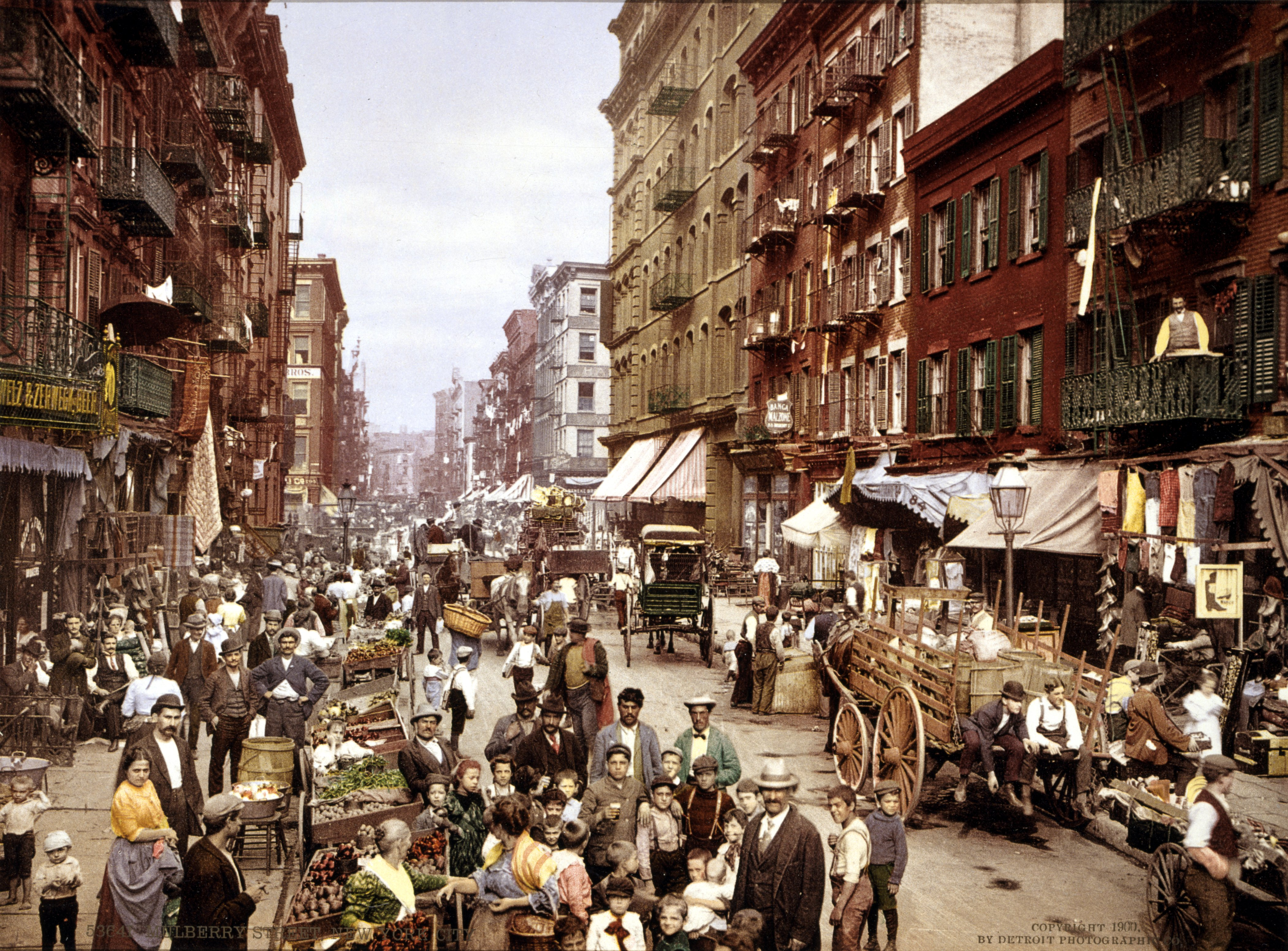
Fotocromia di Mulberry Street (ingresso della Little Italy di New York) agli inizi del Novecento

La nascita di Cosa nostra americana (che era una costola di Cosa nostra siciliana) è attribuibile all'immigrazione di un gran numero di italiani, provenienti dalle regioni povere (soprattutto dalla Campania e Sicilia, ma anche dalla Calabria) alla fine del XIX secolo unitamente al pessimo trattamento da parte delle autorità americane della popolazione italiana emigrante che si sentiva in tal modo spinta a ricercare altrove quell'assistenza sociale che lo stato statunitense non garantiva.
La politica del proibizionismo degli anni venti, con riferimento agli alcolici, andò involontariamente a rafforzare il contrabbando gestito dalla mafia. Il riconoscimento tardivo dell'aspetto mafioso del problema da parte delle autorità americane condusse ad interventi repressivi che colpivano i pesci piccoli. Non bisogna neppure tralasciare i pregiudizi contro gli italiani, diffusi in America dagli anni sessanta dell'800, i quali contribuirono a rendere le comunità italoamericane ancora più chiuse e autocentrate.

### Proibizionismo e ascesa
Il 17 gennaio 1920 iniziò negli Stati Uniti, con il diciottesimo emendamento, il proibizionismo, che rendeva illegale la fabbricazione, il trasporto o la vendita di alcolici. Nonostante questi divieti, c'era ancora una forte domanda di alcol da parte del popolo americano. Questo contribuì a creare un'atmosfera di tolleranza verso il crimine organizzato come mezzo per fornire liquore al pubblico, anche tra i politici e la polizia cittadina. I profitti resi dal vendere e distribuire alcol a quel tempo valevano il rischio della punizione da parte del governo, che non riusciva a far rispettare il divieto. C'erano oltre 900'000 casi di liquori spediti ai confini delle città americane. Politici e bande criminali videro l'opportunità di arricchirsi e iniziarono la spedizione di più grandi quantità di alcol per le città americane. La maggior parte dell'alcol veniva importato da Canada e Caraibi, mentre dal Midwest statunitense arrivavano gli alambicchi con cui si produceva il liquore.
Durante il Ventennio fascista avvenne l'emigrazione forzata di numerosi mafiosi dalla Sicilia in seguito alla dura repressione del prefetto fascista Cesare Mori: infatti si stima che in quel periodo circa 500 mafiosi fuggirono negli Stati Uniti. La maggior parte dei migranti italiani risiedevano in complessi d'appartamenti. Al fine di evitare la conduzione di una vita così povera, alcuni immigrati italiani in questo periodo scelsero di aderire alla mafia italoamericana. 

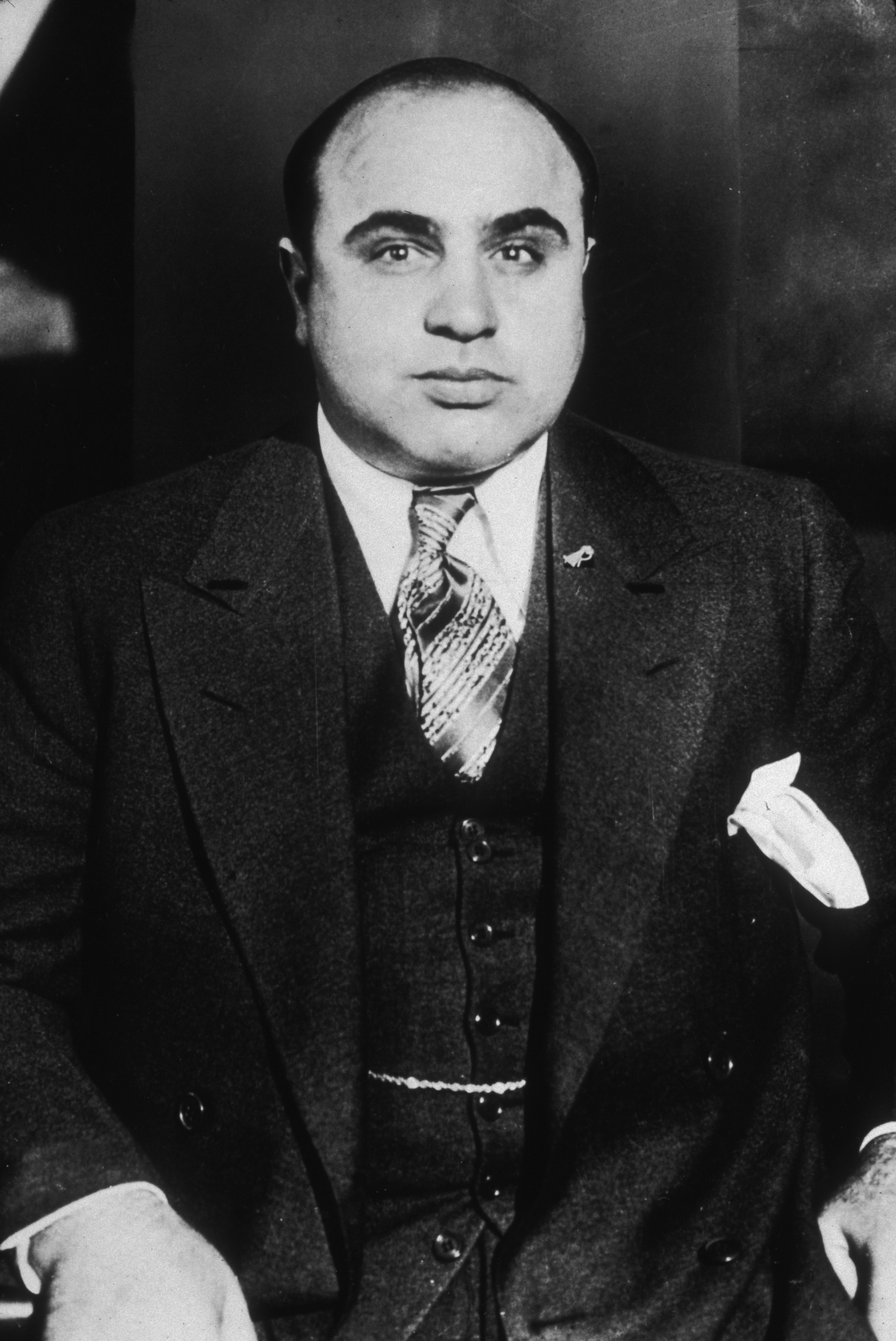
Al Capone nel 1935. Rinomato per la sua ferocia, fu il primo nemico pubblico e simbolo della malavita italiana durante il proibizionismo.

La mafia ne approfittò e iniziò a vendere alcol illegalmente. I profitti da contrabbando superavano quelli derivati da crimini tradizionali di protezione, estorsione, gioco d'azzardo e prostituzione. Il divieto permise alle famiglie mafiose italoamericane di fare fortuna. Le fazioni vittoriose avrebbero continuato a dominare la criminalità organizzata nelle rispettive città, istituendo le proprie strutture familiari in ognuna di esse. Poiché le bande si dirottavano le spedizioni di alcool a vicenda, costringendo i rivali a pagare la "protezione" e a lasciare le loro operazioni, le guardie armate quasi invariabilmente accompagnavano le carovane di consegna del liquore.
Nel 1920 le famiglie mafiose italiane parteciparono in guerre per il controllo assoluto sul lucroso racket degli alcolici. Con lo scoppio della violenza gli italiani combatterono bande di irlandesi ed ebrei per il controllo del contrabbando di alcolici nei rispettivi territori. A New York il mafioso Frankie Yale intraprese una guerra con la White Hand Gang irlandese americana. Nella città di Chicago Al Capone e la sua famiglia massacrarono la North Side Gang, un altro gruppo irlandese americano. Verso la fine degli anni venti erano emerse due fazioni della «Cosa nostra», avverse per il controllo degli affari illeciti: una guidata da Joe Masseria, capo della Famiglia Morello, il quale era associato al gangster Lucky Luciano e alla sua banda di malavitosi non-siciliani (Vito Genovese, Frank Costello, Albert Anastasia, Willie Moretti e Joe Adonis) mentre l'altra da Salvatore Maranzano, che era associato a Joseph Profaci (mafioso siciliano nativo di Villabate che guidava una cosca a Brooklyn) e a Joe Aiello, capo della Famiglia di Chicago.
Tale conflitto causò la guerra castellammarese, che portò all'omicidio di Masseria nel 1931. Maranzano, che nel frattempo era diventato il leader di Cosa nostra americana, divise la città di New York in cinque famiglie. Inoltre stabilì di sua stessa iniziativa un codice di condotta per l'organizzazione, dispose le divisioni e struttura della "famiglia", oltre che le procedure per la risoluzione delle controversie. In una mossa senza precedenti, Maranzano si erse sopra le altre famiglie come capo di tutti capi e richiese a queste di rendergli omaggio. Questo nuovo ruolo venne però accolto negativamente e Maranzano fu ucciso entro sei mesi su ordine di Charles "Lucky" Luciano. Luciano era un ex subalterno di Masseria, che si era schierato con Maranzano e orchestrato l'uccisione di Masseria.
Nel dicembre 1928, presso l'Hotel Statler di Cleveland, la polizia locale fermò numerosi mafiosi siciliani provenienti da tutti gli Stati Uniti (Joe Profaci, Joseph Magliocco, Vincent Mangano, Joseph Porrello, Pasquale Lolordo ed altri), che si erano incontrati per discutere sulla presidenza dell'Unione Siciliana, un gruppo che gli assicurava copertura politica; tuttavia i fermati vennero subito rilasciati perché non avevano prove per trattenerli: si trattò del primo incontro tra mafiosi siciliani scoperto dalla polizia statunitense. Dopo la fine del proibizionismo (1933) la criminalità organizzata si ritrovò in un vicolo cieco e aveva bisogno di altri metodi per mantenere i profitti elevati che aveva conquistato durante gli anni venti. Le famiglie più intelligenti della mafia italoamericana agirono con prudenza e si ampliarono in altre imprese, come ad esempio: sindacati, edilizia, sanitari e traffico di droga. D'altra parte quelle che avevano trascurato la necessità di cambiare alla fine persero potere ed influenza, assorbite da altre famiglie.

### LaCommissione
In alternativa all'avere un boss dei boss, Luciano istituì la Commissione, dove i capi delle famiglie più potenti avrebbero avuto pari diritti, parlare e votare liberamente su questioni importanti e risolvere le dispute (il titolo di capo di tutti capi venne ripreso dai giornali per indicare il boss più potente della Commissione, sebbene tra i mafiosi fosse caduto in disuso). Questa cerchia dominava il Sindacato nazionale del crimine e assicurò un'era di pace e prosperità alla mafia americana. Dalla metà del secolo c'erano 26 famiglie sanzionate dalla Commissione, ciascuna diffusa in una città diversa (ad eccezione delle cinque famiglie di New York). Ogni famiglia si autogestiva in modo indipendente dalle altre e generalmente dominava un territorio esclusivo e controllato. Rispetto alla vecchia generazione di "Mustache Pete" come Maranzano e Masseria, che operavano prevalentemente con mafiosi siciliani, gli "Young Turks", guidati da Luciano, erano più aperti a collaborare con criminali di altre etnie, in particolare con il Sindacato ebraico per ottenere maggiori profitti. La mafia italoamericana rese fattibile il proprio progresso seguendo una rigida serie di regole nate in Sicilia, le quali richiedevano una struttura gerarchica organizzata e un codice del silenzio che vietava ai suoi membri di collaborare con la polizia (omertà). Il mancato rispetto di queste regole è punibile con la morte.

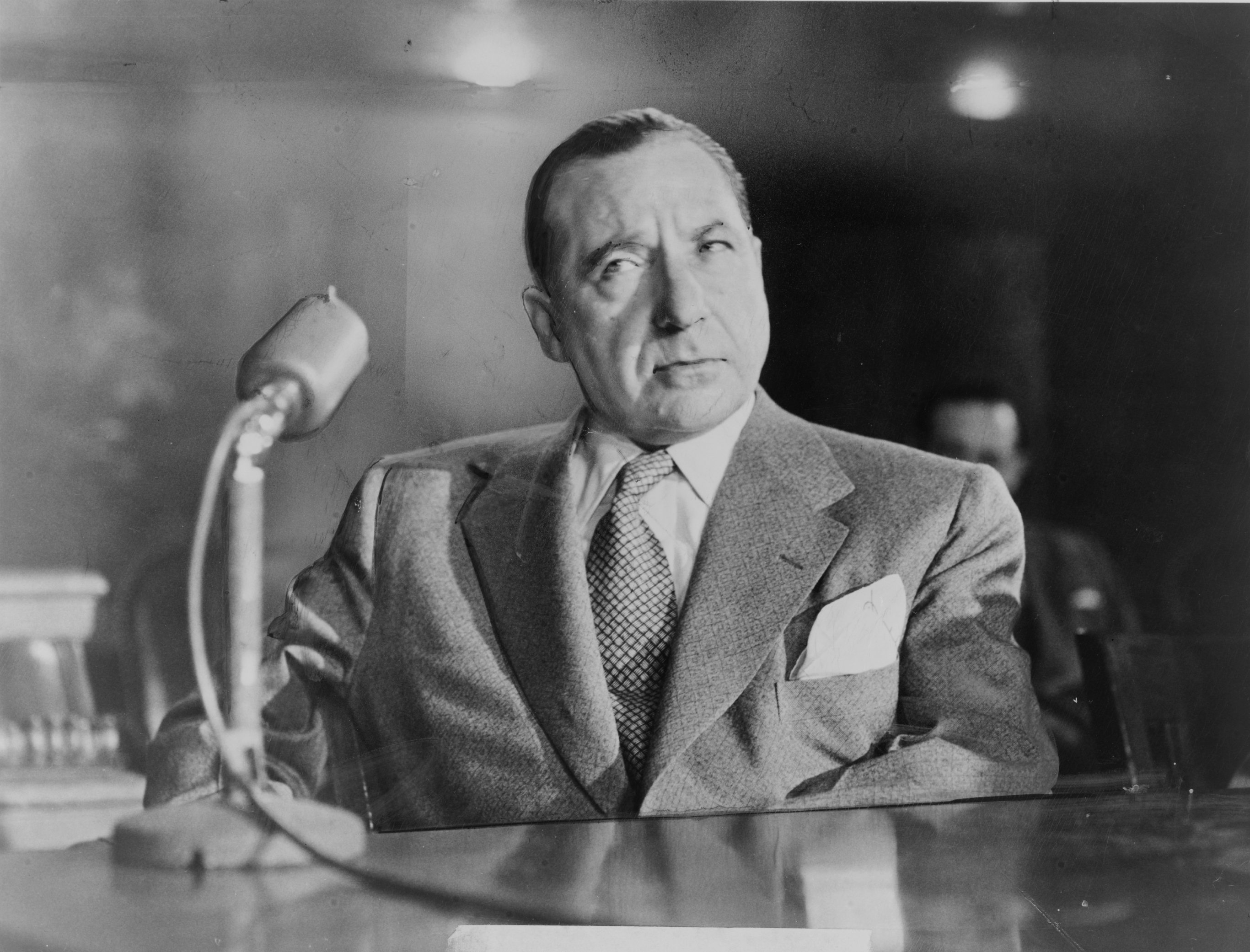
Frank Costello, capo dei capi dal 1946 al 1957, mentre testimonia davanti al comitato Kefauver.

La scalata al potere che la mafia italoamericana raggiunse durante il proibizionismo sarebbe continuata a lungo dopo che l'alcol ritornò legale. Gli imperi criminali espansi nel contrabbando trovarono altre vie per continuare a fare grandi somme di denaro. Dopo il 1933 la mafia diversificò le attività criminali (vecchie e nuove): gioco d'azzardo illegale, prestiti, usura, estorsione, racket di "protezione", traffico di droga, ricettazione, racket del lavoro attraverso il controllo dei sindacati. A metà del XX secolo la mafia era famosa per avere molti infiltrati nei sindacati statunitensi, in particolare nell'International Brotherhood of Teamsters (sindacato degli autotrasportatori) e nell'International Longshoremen's Association (sindacato dei portuali). Ciò permise alle famiglie di fare breccia in esercizi commerciali legali e molto redditizi come costruzioni, demolizioni, gestione dei rifiuti, autotrasporti, industria d'abbigliamento e costiera. Tra l'altro potevano irrompere nei sindacati sanitari e fondi pensione, estorcere denaro alle imprese con minacce di sciopero degli operai e partecipare a turbative d'asta. A New York la maggior parte dei progetti edili non potevano essere effettuati senza l'approvazione delle cinque famiglie. Nelle industrie portuali e di carico la mafia corrompeva i sindacalisti perché gli facessero delle soffiate sugli oggetti di valore a bordo dei cargo che arrivavano al porto; tali prodotti venivano poi rubati dai mafiosi e ricettati.
Meyer Lansky, boss del Sindacato ebraico, irruppe nell'industria del casinò a Cuba durante gli anni trenta, mentre la mafia italoamericana era già coinvolta nell'esportazione di rum e zucchero cubani. Quando il suo amico Fulgencio Batista fu eletto presidente di Cuba nel 1952, numerosi boss vennero abilitati ad effettuare investimenti legittimi nei casinò legalizzati. Il numero di casinò mafiosi non era meno di 19. Tuttavia, quando Batista fu rovesciato in seguito alla rivoluzione cubana, il suo successore e capo rivoluzionario Fidel Castro mise al bando qualunque investimento americano nel paese, mettendo fine alla presenza della mafia a Cuba.

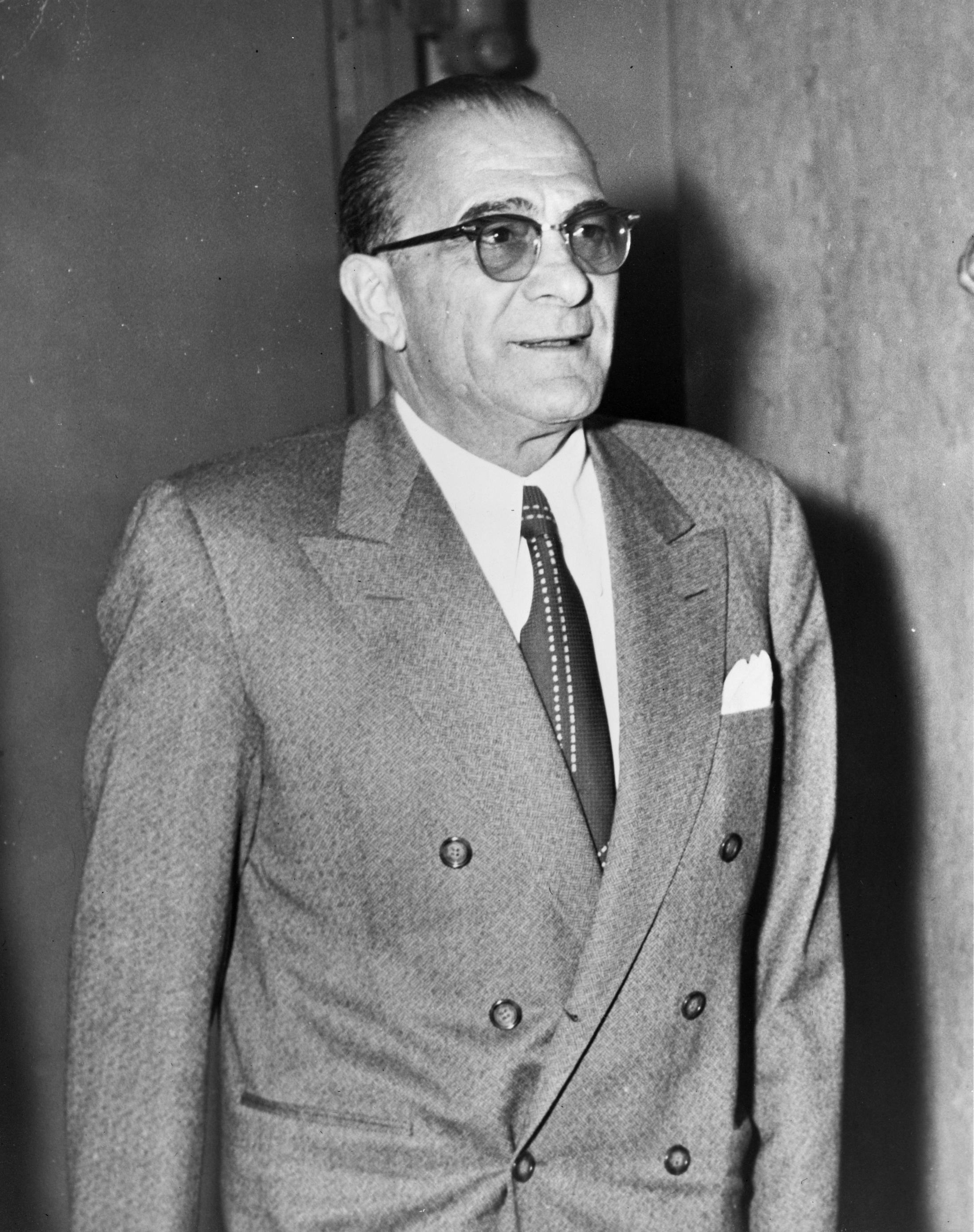
Vito Genovese, uno dei più potenti boss e trafficanti di droga italoamericani

Las Vegas al contrario era una "città aperta", dove ogni famiglia poteva lavorare benissimo e vivere in tranquillità. Una volta che il Nevada legalizzò il gioco d'azzardo, i mafiosi si affrettarono a prendere le fette della torta e il casinò divenne molto popolare a Las Vegas. Dal 1940 le famiglie di New York, Cleveland, Kansas City, Milwaukee e Chicago ebbero interesse nei casinò di Las Vegas. Si fecero dare alcuni prestiti dall'Internation Brotherhood of Teamsters, un sindacato che essi effettivamente controllavano e usavano dei prestanome per costruire i casinò. Quando il denaro arrivava in camera conteggio, degli uomini assunti lo defalcavano in contanti prima che venisse registrato, quindi consegnato al rispettivo boss. La cifra enorme ricavata da questi soldi non registrati è stimata in centinaia di milioni di dollari.
Operando nell'ombra, Cosa nostra americana ha affrontato poca opposizione da parte delle forze dell'ordine. Le forze di polizia locali a quel tempo non avevano le risorse o le conoscenze sufficienti per lottare efficacemente contro la criminalità organizzata commessa da una società segreta della cui esistenza erano ignare. Molte persone all'interno delle forze di polizia e dei tribunali venivano semplicemente corrotte, sebbene la minaccia ai testimoni fosse frequente. Nel 1951 un comitato del Senato degli Stati Uniti presieduto dal senatore Estes Kefauver, al termine di un anno di indagini, arrivò alla conclusione che una "organizzazione criminale sinistra" conosciuta come mafia operava nella nazione. Molti presunti mafiosi sono stati citati in giudizio per degli interrogatori, ma pochi hanno testimoniato e nessuno ha dato informazioni, avvalendosi del Quinto emendamento.

### L'atteggiamento dell'FBI
La frase del direttore dell'FBI J. Edgar Hoover, secondo cui “la mafia non esiste”, rispecchiò l'attività dell'agenzia investigativa federale, poiché mentre le attenzioni si concentravano su banditi solitari come John Dillinger, Cosa Nostra agì quasi totalmente indisturbata (si vociferò che il boss mafioso Frank Costello ricattasse Hoover con alcune fotografie compromettenti attestanti la sua presunta omosessualità). L'unico ente governativo che all'epoca si occupava seriamente delle attività della mafia italo-americana (specialmente nel campo del traffico di stupefacenti) era il Federal Bureau of Narcotics, allora diretto da Harry J. Anslinger, il quale però poteva contare su un minor numero di mezzi a disposizione e su una scarsa risonanza mediatica rispetto all'FBI di Hoover.
Nel 1957 la polizia di Stato di New York dichiarò di aver scoperto una riunione e arrestato le figure mafiose più importanti arrivate da tutto il Paese in una villa ad Apalachin, nello Stato di New York. L'evento (soprannominato "riunione di Apalachin") costrinse l'FBI a riconoscere l'esistenza del crimine organizzato e le sue attività (traffico di droga, controllo dei sindacati e infiltrazione nella politica americana) come un problema grave negli Stati Uniti e a cambiare il metodo d'applicazione della legge sugli indagati. Nel 1963 il mafioso Joe Valachi divenne il primo mafioso a fornire prove e informazioni dettagliate sui meccanismi interni alla mafia italoamericana e i suoi segreti. Ancora più importante, rivelò l'esistenza della mafia alla legge, che permise all'FBI di iniziare un attacco aggressivo di portata nazionale contro il Sindacato nazionale del crimine della mafia. A partire dalla testimonianza di Valachi (trasmessa in diretta televisiva) e su impulso dell'Attorney general (equivalente al Ministro della Giustizia italiano) Robert F. Kennedy, la Sottocommissione d'inchiesta del Senato degli Stati Uniti presieduta dal senatore John L. McClellan mise pubblicamente in luce l'esistenza in tutto il territorio degli Stati Uniti di un’associazione criminale chiamata Cosa nostra, formata da italo-americani vincolati da un giuramento segreto e dedita alle più svariate attività lecite ed illecite.

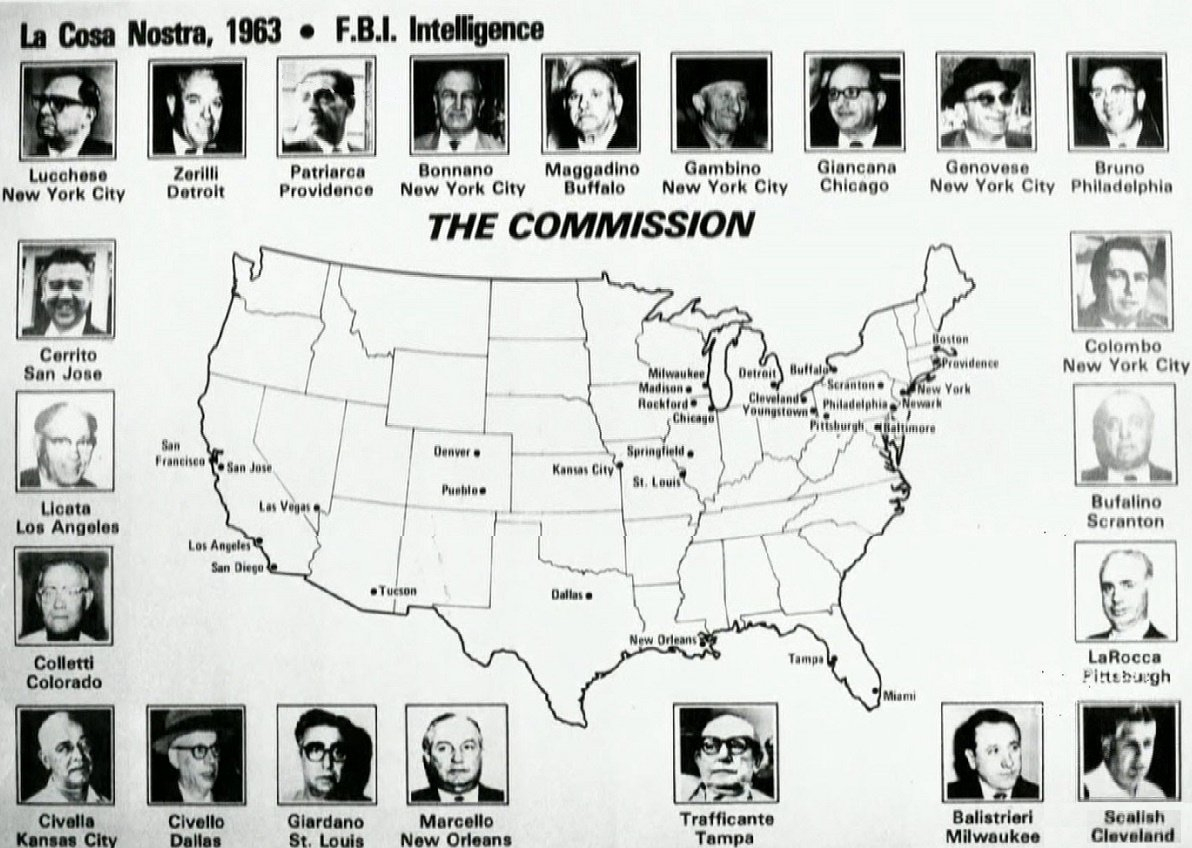
I boss della Commissione di Cosa nostra americana operanti nel 1963 in un grafico elaborato dalla Commissione McClellan in collaborazione con l'FBI sulla base delle indicazioni di Joe Valachi.

Dopo la testimonianza di Valachi, la mafia non riuscì più a funzionare completamente nell'oscurità. L'FBI mise in campo più sforzi e risorse contro il crimine organizzato attivo a livello nazionale e creò l'United States Organized Crime Strike Force in varie città. Tuttavia, mentre tutto questo pose grande pressione sulla mafia, poco venne effettuato per frenare le sue attività criminali. Iniziarono ad esserci dei successi solo all'inizio degli anni ottanta, quando l'FBI riuscì a liberarsi del controllo mafioso sui casinò di Las Vegas e indebolì la roccaforte della mafia nei sindacati.

### Lalegge RICO

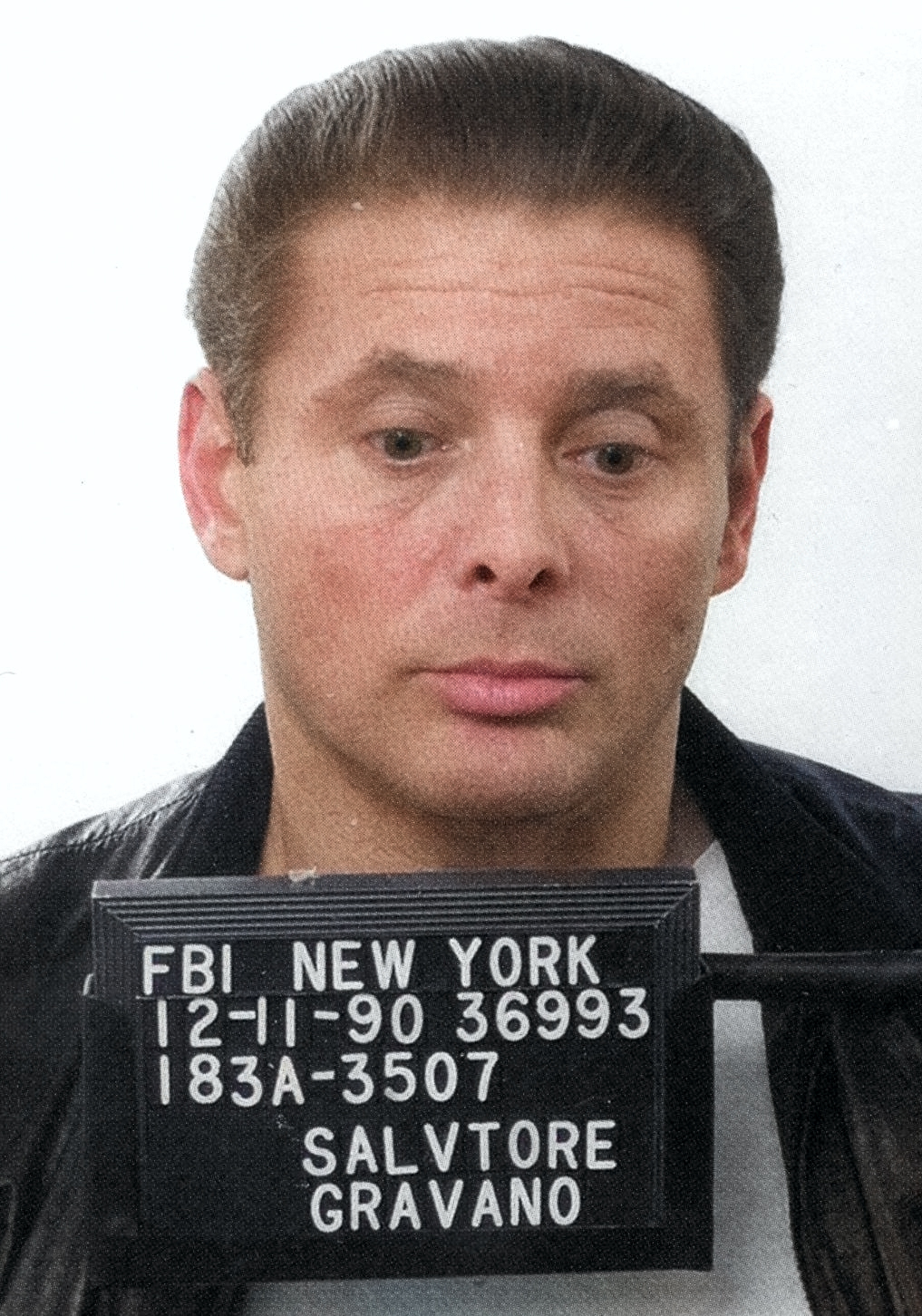
Il pentito Sammy Gravano nel 1990

Quando il Racketeer Influenced and Corrupt Organizations Act (legge RICO) divenne legge federale, risultò essere uno strumento altamente efficace nel perseguire i mafiosi. Esso prevede sanzioni penali estese per atti compiuti nell'ambito di un'organizzazione criminale attiva. La violazione dell'atto è punibile fino a 20 anni di carcere per ogni capo d'accusa.
La RICO è devastante perché attacca l'intera entità corrotta invece dei singoli individui che possono essere facilmente sostituiti con altri membri della criminalità organizzata. Tra il 1981 e il 1992, 23 boss da tutto il paese sono stati condannati ai sensi della legge RICO, mentre tra il 1981 e il 1988, 13 vicecapi e 43 capiregime furono condannati, grazie soprattutto alle inchieste portate avanti da Rudolph Giuliani (allora Procuratore Federale del South District di New York). Una delle più celebri portate a termine da Giuliani in quegli anni è la "Pizza Connection", che portò sul banco degli imputati numerosi affiliati alla famiglia Bonanno, incriminati per aver organizzato con Cosa nostra siciliana la distribuzione di tonnellate di eroina attraverso una catena di pizzerie che si estendeva fino al Midwest. Sebbene tali indagini paralizzarono significativamente molte famiglie mafiose, le più potenti continuarono a dominare il crimine nei loro territori, anche se le nuove leggi mettevano più mafiosi in carcere e rendevano più difficili le operazioni.
Sammy Gravano, accettando di collaborare con l'FBI e testimoniare nel 1991, fece sì che la polizia federale condannasse i boss più forti della mafia di New York. Anche se non era il primo uomo d'onore a confessare contro i suoi compagni, un mafioso così potente come lui che accettava di rompere il giuramento costituì un precedente per le successive ondate di mafiosi ad uscire dal silenzio e comportarsi allo stesso modo: dare informazioni e testimoniare in cambio di immunità da procedimenti giudiziari per i loro crimini.

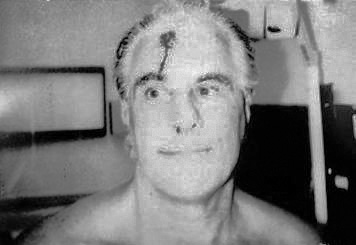
Il boss John Gotti dopo esser stato picchiato in prigione da Walter Johnson

A parte fargli evitare lunghi anni in prigione, l'FBI poteva mettere i pentiti nello United States Federal Witness Protection Program, cambiando loro identità e sostenendoli finanziariamente per sempre. Questo ha portato decine di pentiti a svelare tutto durante gli anni novanta, causando l'incarcerazione di centinaia di mafiosi, tra cui John Gotti, boss dei Gambino. Di conseguenza la mafia italoamericana vide un importante declino nella sua perdita di potere e influenza sulla criminalità organizzata dagli anni novanta in poi.
Nel XXI secolo Cosa nostra americana rimane coinvolta in un ampio spettro di attività illegali. Queste includono omicidio, estorsione, corruzione di pubblici ufficiali, gioco d'azzardo, infiltrazione in commerci legittimi, racket del lavoro, usura dei prestiti, frode fiscale e manipolazione del mercato. Un altro fattore che aggrava la caduta della mafia è l'assimilazione degli italoamericani, che lascia dei margini di reclutamento più stretti per i nuovi mafiosi. Mentre altre organizzazioni criminali quali cartelli della droga messicani, mafia russa, Triade cinese ecc. hanno tutte preso una parte delle attività criminali, Cosa nostra americana è sempre quella dominante, in parte a causa della sua rigida struttura gerarchica. La legge oggi è focalizzata più che altro sulla possibile ripresa della mafia dalle turbolenze degli anni novanta, mentre l'FBI e le agenzie d'applicazione della legge locale sulla sicurezza della patria dopo gli attentati dell'attentati dell'11 settembre 2001, mettendo da parte i mafiosi. Nel 2002 l'FBI stimò che i guadagni della mafia italoamericana ammontano a 50–90 miliardi di dollari ogni anno.

### Maxiretata del 2011
Il 20 gennaio 2011, circa 800 agenti appartenenti a FBI, polizia statale, federale e locale hanno eseguito 110 arresti in una maxioperazione antimafia, decapitando le Cinque famiglie di New York, in particolare i Colombo, e altre due famiglie minori (New Jersey, Rhode Island), per un totale di 127 persone incriminate. Tra gli arrestati, anche Walter Sempori, fermato a Siracusa il pomeriggio. Durante la conferenza stampa avvenuta il giorno stesso, il ministro della Giustizia Eric Holder l'ha definita «una delle maggiori operazioni realizzate in un unico giorno contro la Mafia nella storia dell'Fbi».

### OperazioneNew Bridgedel 2014
La mattina dell'11 febbraio 2014 l'FBI, in collaborazione con Polizia di Stato italiana, Servizio Centrale Operativo e Squadra mobile di Reggio Calabria, ha messo in carcere 26 mafiosi, lasciando altri 18 in stato di libertà ma comunque indagati. L'indagine era iniziata nel 2012, la retata fu resa possibile grazie ad intercettazioni e agenti infiltrati. Con questa operazione l'FBI e la polizia italiana sono riuscite a sventare un traffico transnazionale di stupefacenti e armi (e vari altri reati), acquistati dai cartelli messicani della droga, condotto da Cosa nostra americana e 'Ndrangheta; sono stati inoltre arrestati Vito albanese
, presunto boss della 'ndrangheta di Gioiosa Ionica, Giovanni Morabito, nipote del boss Giuseppe Morabito, dei presunti affiliati agli Ursino e Simonetta, e, in America, un esponente della famiglia Gambino.

### La situazione attuale: tra declino e rinnovamento
Cosa nostra americana, dopo aver dominato per molti anni il mondo criminale statunitense, sta vivendo in questi anni una fase di declino; molte "famiglie" non esistono più (come la famiglia di New Orleans), altre hanno visto notevolmente ridotti i loro ranghi (famiglia Patriarca, famiglia di Los Angeles), vasti settori criminali sono stati conquistati da altre mafie o bande di strada, in genere messicani, russi o cinesi. La situazione è dovuta a fattori sia interni che esterni l'organizzazione. Ad ogni modo si tratta di bande o cartelli in lotta fra loro, criminali solitari o network di gangster che partecipano assieme solo per determinate occasioni di profitto, sparendo poi nel nulla. Secondo osservatori interni all'FBI, la mafia italoamericana rimane ancora oggi l'organizzazione criminale più potente degli Stati Uniti.
Essa continua ad esistere e prosperare nel "sottosuolo" statunitense, operando però quasi esclusivamente nelle sue aree d'influenza più antiche, come New York, Chicago e il New England. A causa della legge RICO in America i criminali possono essere arrestati anche solo per aver frequentato o telefonato a sospetti mafiosi, il che costringe boss e uomini d'onore a mantenere un basso profilo per non venire scoperti. Di conseguenza la mafia italoamericana ha intrapreso delle nuove modalità di reclutamento e operazione: in alcuni casi, ad esempio quello di Filadelfia, la mafia si serve di bande di strada o anche di bikers (motociclisti) fuorilegge per attuare i propri crimini. In altri, per non essere colpita, le famiglie mafiose (come quella dei Genovese) non possiedono più un unico boss, ma la leadership viene passata continuamente di mano in mano a vari boss, a seconda delle convenienze, con un sistema a rotazione, in modo tale da far perdere le proprie tracce; altre famiglie invece delegano vari poteri ai sottocapi, che gestiscono le strade, a loro volta però subordinati ad un boss, che risulta "lontano" o comunque coinvolto non direttamente nelle attività illecite dei suoi uomini.
Inoltre, siccome molti mafiosi arrestati iniziano a parlare vengono protetti e mantenuti economicamente dall'FBI o dalla polizia, la maggior parte alla fine rompe la regola dell'omertà e dice tutto. Inizialmente la mafia italoamericana reagiva uccidendo i traditori, ma oggi è diventato praticamente impossibile non confessare.. Adattandosi ai tempi moderni, la mafia italoamericana riesce a conservare il monopolio criminale degli Stati Uniti, e secondo le dichiarazioni dell'agente FBI Richard Frenkel:

## Caratteristiche e struttura
La struttura di una Famiglia di Cosa Nostra americana è identica a quella siciliana: infatti i mafiosi siciliani emigrati negli Stati Uniti alla fine dell'Ottocento si aggregarono in famiglie e si diedero la stessa scala gerarchica che avevano in Sicilia per riuscire a controllare tutti gli affari leciti e illeciti della zona o della città dove operavano.
La struttura di una famiglia è così composta: al vertice si trova il "capo famiglia", detto anche "boss", il quale decide la linea di condotta degli affari, e senza il suo ordine o consenso nessun membro può attuare azioni delittuose. Sotto il capo famiglia, si trova il "vicecapo", il quale in assenza del capo diviene automaticamente il reggente e può anche impartire ordini ai capidecina. A volte il capo famiglia e il vicecapo sono affiancati da uno o massimo tre "consiglieri", che si occupano della contabilità finanziaria dell'organizzazione, e a risolvere le questioni tra il "boss" ed i "capidecina". 

Grafico che illustra l'organizzazione di Cosa nostra statunitense

Al di sotto si trovano i "capidecina" o "capiregime", che hanno un rapporto primario con i propri "soldati", al quale comandano ogni genere di ordine impartito dal capofamiglia, o come già detto dal vice o dal consigliere. I capidecina variano a seconda delle dimensioni e della grandezza della Famiglia.
Agli ordini dei capidecina si trovano i made men, cioè "uomini d'onore", che sarebbero i "soldati", membri a tutti gli effetti della famiglia, i quali rispondono direttamente agli ordini del capodecina. Il soldato si occupa di svolgere le attività che gli impartisce il suo diretto superiore che possono essere: dall'esecuzione di omicidi, al traffico di droga, alle operazioni di usura, al racket delle estorsioni e la relativa riscossione dei soldi; ogni "soldato" può anche collaborare con uno o più aspiranti mafiosi non ancora affiliati solitamente chiamati "avvicinati", i quali sono possibili candidati all'affiliazione e quindi vengono messi alla prova per saggiare la loro affidabilità, facendogli compiere numerose "commissioni", come l'estorsione, il contrabbando, e la riscossione dei soldi del racket, il trasporto di armi da un covo all'altro, l'esecuzione di omicidi e il furto di automobili e moto per compiere atti delittuosi. Accanto all'avvicinato vi può essere anche la figura dell'"associato", ovvero un criminale che collabora alle attività illecite della Famiglia, pagando una percentuale ai capi, ed è vicino a qualche mafioso più alto di carica ma non ha i requisiti per essere affiliato: molto spesso è un criminale non-italiano, che per motivi di sangue non sarà mai parte di una famiglia ma collabora con esse.

### Cerimonia d'iniziazione
Il primo caso di mafioso che raccontò lo svolgimento di una cerimonia rituale per entrare in Cosa nostra americana fu Joe Valachi, "iniziato" nel 1930.
La mafia stessa indica persone selezionate e specifiche per l'adesione; non si può scegliere di diventare membri. Nella testimonianza di Tommaso Buscetta per l'indagine di droga sulla "pizza connection", gli venne chiesto che cosa avesse fatto per entrare a far parte di Cosa nostra. Egli rispose: "non ho fatto nessuna domanda per diventare membro — venni chiamato, sono stato invitato". La procedura di reclutamento inizia con un made man che suggerisce un nome, e prima che la persona venga considerata seriamente, essa viene osservata da vicino per un periodo prolungato di tempo, generalmente un certo numero di anni. Il membro che propone il nome di questa persona e chi sceglie di sostenere la sua scelta sono "responsabili" di tutto quello che farà la recluta, quindi, a seguito di una cattiva scelta, possono anche essere uccisi.
La mafia punta esclusivamente su uomini affidabili e fedeli, capaci di far guadagnare soldi all'organizzazione. La possibilità di essere scelti è molto ambita all'interno della nicchia.
Valachi subì un corteggiamento prolungato prima di acconsentire a diventare un mafioso. Egli fu alla fine influenzato dalle parole di Bobby Doyle, il quale disse che una carriera da criminale solitario era molto più pericolosa. Doyle disse a Valachi: "Unisciti a noi e sarai accettato. Potrai guadagnare soldi e non dovrai più rubare". Le cose erano sempre difficili per Valachi, a causa dei suoi frequenti arresti e altre conseguenze del suo stile di vita, riconoscendo la logica dell'argomento di Doyle.
La cerimonia consiste in una cena o una riunione. Diverse persone possono diventare uomini d'onore in una volta sola. Quando entrano a far parte di Cosa nostra americana, vengono "fatti" o "battezzati" o "ottengono i loro distintivi". Altri termini utilizzati oltre a "made man" sono sempre "wiseguy", "amici", "goodfellas", "uno di noi" o "messo a posto". Valachi ha fornito la descrizione più accurata della cerimonia; venne introdotto con altri tre uomini. C'erano quaranta mafiosi presenti, in modo tale che i nuovi iniziati "conoscessero la famiglia":
Lo svolgimento della cerimonia nella famiglia Patriarca venne registrato dall'FBI nel 1989, in cui sono stati scoperti diversi altri dettagli. Prima che la recluta Tortora facesse il giuramento, gli fu detto che sarebbe stato battezzato. "Sei stato battezzato quando eri un bambino, l'hanno fatto i tuoi genitori. Ma ora, stavolta, noi dobbiamo battezzare te". Il battesimo sembra rappresentare la nuova fase della vita che sta cominciando. Questo è un esempio della mentalità familiare della mafia. È implicito che la mafia prenda il posto della famiglia biologica del nuovo membro, i suoi genitori. Ulteriore prova di questa mentalità può essere intravista quando a Tortora viene chiesto se egli avrebbe ucciso suo fratello per la mafia. Questa mentalità molto probabilmente nasce dal fatto che i membri stanno offrendo tutta la loro vita all'organizzazione. I giuramenti stessi parlano del legame familiare, e noi possiamo congetturare che le regole di segretezza rappresentano la lealtà alla famiglia, così come un senso di autoconservazione. Nonostante la rivalità, tutte le famiglie mafiose sembrano essere collegate. Anche tra i gruppi in Sicilia e a New York c'è un senso di fratellanza.
Una variazione della descrizione di Valachi trovata nella registrazione del 1989 è quella fatta da Flamaro, a cui specificamente veniva punto il dito indice e afferma che c'è un preciso simbolismo nel gesto. Dopo questo, un coetaneo/compagno viene scelto per lui e, a differenza di altre cerimonie descritte, non viene bruciata l'immagine di un santo. Nella sua testimonianza Buscetta disse che quando gli veniva punto il dito, il sangue veniva trasferito sull'immagine di un santo, che veniva poi bruciata con una fiamma. Buscetta poi giurò che se avesse disobbedito alle regole, "possa la mia carne bruciare come questo santo". Una variante di questo giuramento è "come brucia questo santo, così brucerà l'anima mia. Entro da vivo e dovrò uscire morto". Jimmy Fratianno, introdotto nel 1947, ha descritto il capo che gli pungeva il dito e diceva: "Questa goccia di sangue simboleggia la nascita nella nostra famiglia, siamo uno fino alla morte". La cerimonia termina con un bacio su entrambe le guance dei nuovi mafiosi.

### Codice d'onore
Ogni made man, nel momento stesso in cui presta giuramento di fede alla famiglia tramite la celebrazione rituale, deve accettare e rispettare il codice di condotta, o "codice d'onore", della famiglia in cui viene introdotto. Esso prevede le seguenti regole, la cui violazione viene solitamente punita con la morte:
- Nazionalità: ogni membro deve essere di origini italiane o italoamericane, e di sesso maschile. Inoltre bisogna che venga presentato al resto della famiglia da un altro made man, o talvolta due, che devono conoscerlo da almeno 10-15 anni, per garantire la sua fiducia e capacità all'organizzazione.
- Omertà: regola del silenzio assoluto. Il made man non deve parlare mai con nessuno della famiglia di cui entra a far parte, né tantomeno rivelarne le attività.
- Segreti di famiglia: I membri non hanno diritto di parlare degli affari della famiglia a dei non-membri.
- Sangue per sangue: se un membro della famiglia è stato ucciso da un membro di un'altra famiglia, nessuno può vendicarlo, fino a quando non sia il boss a concedere tale permesso.
- Niente lotte fra i membri: non devono esserci faide tra i membri della famiglia, né con armi, né a mani nude.
- Omaggio: ogni membro deve pagare una volta al mese il boss con una quota delle sue entrate.
- Niente adulterio: i membri non hanno il diritto di commettere adulterio con la moglie di un altro membro della famiglia.
- Niente barba: tutti i membri devono rigorosamente tagliarsi la barba[58][59].

Anche se non fa ufficialmente parte del codice d'onore, l'omosessualità è proibita all'interno della mafia italoamericana perché giudicata incompatibile. John D'Amato, boss provvisorio della famiglia DeCavalcante, venne assassinato nel 1992 quando la famiglia scoprì le sue relazioni sessuali con altri uomini.

## Le Cinque famiglie
Sono 5 le famiglie italo-americana che formano quest'organizzazione, che pur essendo indipendente da Cosa Nostra siciliana mantiene con essa stretti rapporti di collaborazione. In seguito sono elencate in ordine di potere:

### Famiglia Genovese (175 membri)
Fondata nel 1931 da Lucky Luciano, ma già presente dall'inizio del '900 se si considera la diretta discendenza dalla famiglia Morello. La famiglia prende il nome dal "rimpianto" Vito Genovese, ritenuto uno dei boss che facilitarono l'indebolimento di Cosa nostra, per via del suo modo di gestire gli affari e le situazioni, che mantenne il potere dal 1957 al 1969, anno della sua morte in prigione.
La storica e principale attività della famiglia è il gioco d'azzardo: fu infatti Luciano, che assieme ai suoi soci Meyer Lansky e Benjamin Siegel trasformò Las Vegas da piccola cittadina a città dei casinò negli anni '30.
Può essere considerata la più "resistente" delle Cinque famiglie, poiché nella sua storia ha avuto solo 7 pentiti, di cui solo 3 sono stati significativi, tra cui Joe Valachi.
La famiglia si estende per tutta New York City, essendo attiva in tutti e 5 "boroughs": Brooklyn, Bronx, Manhattan, Queens e Staten Island. Una folta schiera di uomini è presente anche nel vicino New Jersey.
Includendo i boss della famiglia Morello, i boss della famiglia Genovese sono stati:
- 1897-1910 — Giuseppe "Joe l'Artiglio" Morello — imprigionato nel 1910.
- 1910-1915 — Nicholas Terranova — assassinato nel 1915.
- 1915-1922 — Vincenzo "Vincent" Terranova — assassinato nel 1922.
- 1922-1931 — Giuseppe "Joe il Boss" Masseria — assassinato nel 1931.
- 1931-1946 — Charles "Lucky" Luciano — imprigionato nel 1936, deportato in Italia nel 1946.
- 1946-1957 — Frank "il Primo Ministro" Costello — ritiratosi dopo un attentato nel 1957.
- 1957-1969 — Vito "Don Vitone" Genovese — imprigionato nel 1959, morto in carcere nel 1969.
- 1969-1981 — Philip "Benny Squit" Lombardo — ritiratosi nel 1981, morto nel 1987.
- 1981-2005 — Vincent "Chin" Gigante — imprigionato nel 1997, morto nel 2005.
- 2010-presente — Liborio Bellomo.

### Famiglia Gambino (165 membri)
Fondata nel 1910 da Salvatore "Totò" D'Aquila, che prese in consegna ciò che rimaneva della Camorra newyorkese, la famiglia fu inizialmente schierata con Joe Masseria durante la Guerra castellammarese, fino all'omicidio di Alfred "Al" Mineo nel 1930.
Dopo la fondazione della Commissione nel 1931, la famiglia fu guidata da Vincent "Il Boia" Mangano fino al suo assassinio nel 1951. Seguito dal breve regno di Albert "Cappellaio Matto" Anastasia, assassinato nel 1957, ci fu un periodo di grande prosperità sotto l'egida di Carlo Gambino, che fece dei ora ribattezzati appunto Gambino la famiglia più forte degli USA.
La famiglia, dopo la morte di John Gotti, ha subito un brusco declino, venendo scalzata dai Genovese come famiglia più forte. Tuttavia, si ritiene ora una delle famiglie più forti di New York e dell'intera nazione, poiché i vertici della famiglia (composti da Domenico Cefalù, Frank Calì assassinato nel 2019 e Joseph Corozzo) sono tuttora a piede libero, appena scalfiti dalle operazioni delle forze dell'ordine.
A NYC, la famiglia è estesa, come i Genovese, in tutti e 5 i boroughs, specie Brooklyn e Queens.
Le sue attività principali sono il traffico di stupefacenti, il gioco d'azzardo e l'industria edile, considerati i racket più redditizi della Mafia.
I boss sono stati:
- 1910-1928 — Salvatore "Totò" D'Aquila — confluito nella banda di Al Mineo nel 1928.
- 1928-1930 — Alfred "Al" Mineo — assassinato nel 1930.
- 1930-1931 — Francesco "Frank" Scalice — rimosso dopo l'omicidio di Maranzano nel 1931.
- 1931-1951 — Vincent "Il Boia" Mangano — scomparso nel 1951.
- 1951-1957 — Albert "Mad Hatter" Anastasia — assassinato nel 1957.
- 1957-1976 — Carlo "Don Carlo" Gambino — morto di cause naturali nel 1976.
- 1976-1985 — Paul "Big Paul" Castellano — assassinato nel dicembre 1985.
- 1985-2002 — John "Johnny Boy" Gotti — imprigionato nel 1999, morto in carcere nel 2002.
- 2002-2011 — Peter "One Eye" Gotti — imprigionato a vita nel 2011.
- 2015-2019 - Frank Calì - assassinato nel marzo 2019.
- 2011-2015-2019-presente — Domenico "Italian Dom" Cefalù

### Famiglia Lucchese (121 membri)
Fondata nel 1922 da Gaetano "Tommy" Reina, la famiglia è da sempre una delle più tranquille e stabili di tutti gli Stati Uniti. Inoltre è stata poco colpita dalle autorità, grazie alla rigida gerarchia e alla natura stessa dell'organizzazione.
Questa situazione tuttavia cambiò quando Anthony "Tony Ducks" Corallo venne imprigionato a vita nel 1986 e, per evitare un vuoto di potere, cedette il titolo a Vittorio "Little Vic" Amuso. Questi tuttavia, assieme ad Anthony Casso, usò il pugno di ferro contro gli avversari (la famiglia fu sul piede di guerra contro John Gotti nel 1986, guerra poi evitata) ed anche contro i membri della sua famiglia, chiedendo una quota esorbitante dei loro profitti. Questa situazione, protrattasi anche dopo l'imprigionamento a vita di Amuso nel 1993, portò a pentimenti e dissapori interni alla famiglia, che fu indebolita.
La famiglia, a New York, ha la sede storica nel Bronx (in precedenza East Harlem) ed un'estensione anche a Manhattan e Brooklyn, oltre che nei vicini Long Island e New Jersey.
Le sue principali attività sono i crimini "di strada", come usura, estorsione, rapina e ricettazione, ed il racket sindacale, nonché il contrabbando e la distribuzione di stupefacenti.
I capi storici della famiglia sono stati:
- 1922-1930 — Gaetano "Tommy" Reina — assassinato nel 1930.
- 1930-1951 — Tommaso "Tommy" Gagliano — ritiratosi nel 1951, morto nel 1953.
- 1951-1967 — Gaetano "Tommy" Lucchese — morto per cause naturali nel 1967.
- 1967-1973 — Carmine "Mr. Gribbs" Tramunti — imprigionato nel 1973, morto nel 1978.
- 1973-1986 — Anthony "Tony Ducks" Corallo — imprigionato a vita nel 1986.
- 1986-2012-presente — Vittorio "Little Vic" Amuso — imprigionato a vita nel 1993.
- Reggente 2017-presente - Michael "Big Mike" DeSantis

### Famiglia Bonanno (132 membri)
La famiglia Bonanno è una delle più antiche famiglie mafiose: nata a fine dell'800 a Castellammare del Golfo, in Sicilia, si trasferì a NYC agli albori del '900, diventando sempre più forte ed attiva. La famiglia crebbe di potere sotto l'egida di Salvatore Maranzano, che fu tuttavia eliminato nel 1931 da Lucky Luciano.
A Maranzano succedette il longevo Joseph "Joe Bananas" Bonanno, che a soli 26 anni era uno dei più giovani boss mafiosi degli USA. Bonanno dominò dal 1931 fino al 1965, quando fu rimpiazzato dalla Commissione da Gaspar DiGregorio, in seguito ad un tentativo fallito assieme a Joseph Magliocco di prendere il sopravvento sulla mala newyorkese. Questo scatenò un conflitto interno durato dal 1965 al 1968, quando il peggioramento della salute di Bonanno lo costrinse a ritirarsi a Tucson, Arizona. 
Vari boss succedettero a DiGregorio, dando vita a lotte intestine e alleanze segrete per la supremazia. In questo periodo i Bonanno vennero anche rimossi dalla Commissione, venendovi reinstallati solo nel 1991, dopo la morte di Philip "Rusty" Rastelli e la nomina di Joseph Massino. Massino riuscì a comandare la famiglia in segreto e distante dalle forze dell'ordine fino agli albori del 2000, quando esplose un giro di vite sul crimine organizzato che portò all'arresto di alcuni membri della famiglia che divennero informatori sotto copertura, contribuendo ed erodere sempre di più la dirigenza della famiglia, incluso Massino, che nel 2004 per evitare la sedia elettrica, preferì diventare un testimone federale, il primo boss di Cosa nostra a farlo. 
Con il tradimento di Massino, la famiglia cadde in un vuoto di potere e di fazioni frammentarie fino al 2013, quando la famiglia ha ripreso ad agire compattamente dopo la presa di potere di Michael Mancuso.
La famiglia è attiva a New York in tutti i boroughs, tranne il Bronx (territorio in cui era attiva sino a qualche anno fa). Una imponente fazione è presente anche in Canada, divisa in due decine: quella dei Rizzuto e dei Cotroni.
La sua attività principale consiste nel gioco d'azzardo, nell'usura e nel narcotraffico, tanto che l'organizzazione era il "ponte" di distribuzione principale durante la Pizza Connection.
I boss della famiglia furono:
- 1908-1911 — Salvatore Bonanno — ritornato in Sicilia nel 1911.
- 1911-1925 — Nicola Schirò — dimessosi nel 1925, scomparso nel 1930.
- 1925-1931 — Salvatore Maranzano — assassinato nel 1931.
- 1931-1965 — Joseph "Joe Bananas" Bonanno — rimosso dalla Commissione nel 1965, ritiratosi nel 1968.
- 1965-1968 — Gaspar DiGregorio — rimosso dalla Commissione nel 1968, morto nel 1970.
- 1968-1971 — Paul Sciacca — arrestato e ritiratosi nel 1971, morto nel 1986.
- 1971-1973 — Natale "Joe Diamonds" Evola — morto di cancro nel 1973.
- 1973-1991 — Philip "Rusty" Rastelli — morto di cancro nel 1991.
- 1991-2004 — Joseph "Big Joe" Massino — imprigionato a vita e divenuto un informatore nel 2004 — morto nel 2023.
- 2004-2013 — Vacante
- 2013-presente — Michael "Mickey Nose" Mancuso — imprigionato nel 2012-2019.

### Famiglia Colombo (90 membri)
La famiglia Colombo è la più giovane e più debole delle Cinque famiglie: fondata nel 1928 da Joe Profaci, riuscì a ritagliarsi un buono spazio a Brooklyn, prendendo in consegna i territori di Francesco "Frankie Yale" Ioele, un gangster legato ed assassinato ai Genovese, allora guidatati da Joe Masseria. Nonostante godette poco del Proibizionismo, poiché fondata in tempi dove la Legge si avviava all'abolizione, la famiglia sviluppò subito profondi legami con i clan siciliani e con le altre Cinque famiglie di New York, specie i Bonanno.
La famiglia, già poco influente nei posti che contavano, venne ulteriormente danneggiata da una lotta intestina negli anni'60, guidata da Joseph "Crazy Joey" Gallo, un giovane soldato. 
A Profaci, morto nel 1962, seguì il breve regno di Joseph Magliocco, durato solo un anno poiché costretto alle dimissioni dalla Commissione, dopo aver scoperto che questi e Joe Bonanno volevano realizzare un colpo di Stato dentro la malavita newyorkese.
Magliocco venne rimpiazzato da Joseph Colombo, che divenne però impopolare tra i mafiosi quanto popolare tra gli italo-americani per via del suo alto profilo pubblico e capo della Lega dei Diritti Civili degli Italoamericani. L'epopea di Colombo finì nel 1971, dopo un attentato ordito da Joe Gallo (ma probabilmente commissionato da una "eminenza grigia" mafiosa), che venne ucciso a ruota nel 1972.
Dal 1973 al 2019 il boss è stato Carmine "Junior" Persico. La famiglia si è indebolita molto negli ultimi anni (quasi 70 uomini sono tuttora dietro le sbarre, rendendone solo 30-40 attivi).
La base dell'organizzazione a New York è da sempre Brooklyn, anche se ha capidecina attivi nel Queens e Staten Island, nonché nella vicina Long Island.
I boss della famiglia Colombo sono stati:
- 1928-1962 — Giuseppe "Joe" Profaci — morto per cause naturali nel 1962.
- 1962-1963 — Joseph "Joe Malayak" Magliocco — rimosso dalla Commissione e morto nel 1963.
- 1963-1973 — Joseph Colombo — paralizzato dopo un attentato nel 1971, rimosso nel 1973 e morto nel 1978.
- 1973-2019 — Carmine "Junior" Persico — imprigionato nel 1973-1979, 1981-1984 e 1985-2019.
- 2019-2022 - Andrew "Andy Mush" Russo.
  - reggente 2022-presente - Robert "Little Robert" Donofrio.
- 2025-presente - Theodore N. "Skinny Teddy" Persico Jr.

## Le altre famiglie negli Stati Uniti

### Chicago Outfit
28 "uomini d'onore".
Successione dei Boss:
| Giacomo Colosimo 1910-1920 | John Torrio 1920-1925 | Al Capone 1925-1932 | Paul Ricca 1932-1947 | Tony Accardo 1947-1992 | John DiFronzo 1993-2014 | Salvatore DeLaurentis 2014-attualmente |

### Detroit Partnership
Sono sui 40-50 "uomini d'onore".
Successione dei Boss:

### Famiglia di Filadelfia
Sono circa 30 "uomini d'onore".
Successione dei Boss:

### Famiglia Magaddino/Todaro
Sui 40 "uomini d'onore" circa.
Successione dei Boss:

### Famiglia DeCavalcante
Circa 40 "uomini d'onore".
Successione dei Boss:

### Famiglia Patriarca
Circa 40 "uomini d'onore".
Successione dei Boss:

### Famiglia di Cleveland
Tra i 20 ed i 30 "uomini d'onore".
Successione dei Boss:

### Famiglia di Los Angeles
Tra i 15 e i 25 "uomini d'onore".
Successione dei Boss:

### Famiglia Trafficante
Sono 10 "uomini d'onore".Probabilmente scomparsa
Successione dei Boss:

## Le famiglie suddivise per Stato
- - New York
    - Le 5 famiglie
      - Bonanno
      - Colombo
      - Genovese
      - Gambino
      - Lucchese

    - Famiglia di Buffalo
    - Famiglia di Rochester

  - Boston
    - Famiglia Patriarca

  - Chicago
    - Chicago Outfit
    - Famiglia Genna

  - New Jersey
    - Famiglia DeCavalcante

  - Pennsylvania
    - Famiglia di Philadelphia
    - Famiglia Bufalino
    - Famiglia di Pittsburgh

  - Cleveland
    - Famiglia di Cleveland

  - California
    - Famiglia di Los Angeles
    - Famiglia di San Francisco
    - Famiglia di San Jose

  - New Orleans
    - Famiglia di New Orleans

  - Kansas City
    - Famiglia di Kansas City

  - Florida
    - Famiglia Trafficante

  - Detroit
    - Famiglia di Detroit

  - Denver
    - Famiglia di Denver

  - Milwaukee
    - Famiglia di Milwaukee

  - Canada
  - Montréal e Toronto
    - Famiglia Cuntrera-Caruana
    - Famiglia Rizzuto (si suppone che questo gruppo faccia parte della famiglia Bonanno) (vedi anche Vito Rizzuto, Giuseppe Cuffaro)

## Mafiosi famosi
- John Franzese
- Michael Franzese
- Al Polizzi
- Joe Adonis
- Joe Aiello
- Albert Anastasia
- Joe Bonanno
- Frank Calì
- Al Capone
- Frankie Carbo
- Anthony Corallo
- Vito Cascio Ferro
- Paul Castellano
- Frank Costello
- Thomas Eboli
- Frank Tieri
- Carlo Gambino
- Vito Genovese
- Sam Giancana
- John Gotti
- Sammy Gravano
- Jackie D'Amico
- Pasquale Lolordo
- Joseph Colombo
- Joe Magliocco
- Nick Gentile
- Tommaso Gagliano
- Lucky Luciano
- Stefano Magaddino
- Salvatore Maranzano
- Joe Masseria
- Nicky Scarfo
- Joe Profaci
- Frank Scalice
- Tommy Reina
- Anthony Lima
- Michael Abati
- Jimmy Lanza
- Anthony Strollo
- Joseph Pinzolo
- Salvatore D'Aquila
- Al Mineo
- Tony Lombardo
- Ralph Lombardo
- Alfonso Caruana
- Vincent Mangano
- Salvatore Maranzano
- Mike Merlo
- Ignazio Lupo
- Albert Tocco
- Tom Dragna
- Joe Valachi
- Vito Bonventre
- Tommy Gambino
- Joe Stracci
- Salvatore Sabella
- James Plumeri
- John Ormento
- Mario Balistreri
- Santo Trafficante Sr.
- John Tartamella
- Vincent Barrisa
- Frank Garofalo
- John Bonventre
- Natale Evola
- Philip Mangano
- Joseph N. Gallo
- Sam Pollaccia
- Gregorio Conti
- Rosario DeSimone

## Nell'arte

### Mafiosi dai romanzi al cinema
- Don Vito Corleone
- Michael Corleone
- Vincent Corleone
- Emilio Barzini
- Hyman Roth
- Carmine Falcone
- Sal Maroni
- Domenico Clericuzio
- Tony Soprano
- Don Mauro Martinelli Rodrigo

### Cinema
- The Black Hand, regia di Wallace McCutcheon (1906)
- The Adventures of Lieutenant Petrosino, regia di Sidney M. Goldin (1912)
- The Inner Circle, regia di D.W. Griffith (1912)
- Fra le aquile (Poor Little Peppina), regia di Sidney Olcott (1916)
- Little Caesar (Piccolo Cesare), regia di Mervyn LeRoy (1930)
- Scarface - Lo sfregiato, regia di Howard Hawks (1932)
- Pagare o morire (Pay or Die), regia di Richard Wilson (1960)
- Sindacato assassini (Murder Inc.), regia di Burt Balaban e Stuart Rosenberg (1960)
- Johnny Cool, messaggero di morte (Johnny Cool), regia di William Asher (1963)
- Il massacro del giorno di San Valentino (The St. Valentine's Day Massacre), regia di Roger Corman (1967)
- La fratellanza (The Brotherhood), regia di Martin Ritt (1968)
- Il sasso in bocca, regia di Giuseppe Ferrara (1970)
- Il padrino (The Godfather), regia di Francis Ford Coppola (1972)
- Joe Petrosino, regia di Daniele D'Anza (1972) -- sceneggiato televisivo
- Anastasia mio fratello, regia di Stefano Vanzina (1973)
- Lucky Luciano, regia di Francesco Rosi (1973)
- La mano nera, regia di Antonio Racioppi (1973)
- Mean Streets - Domenica in chiesa, lunedì all'inferno (Mean Streets), regia di Martin Scorsese (1973)
- Il padrino - Parte II (The Godfather, Part II), regia di Francis Ford Coppola (1974)
- Quella sporca ultima notte (Capone), regia di Steve Carver (1975)
- L'onore dei Prizzi (Prizzi's Honor), regia di John Huston (1985)
- Cadaveri e compari (Wise Guys), regia di Brian De Palma (1986)
- Il padrino - Parte III (The Godfather, Part III), regia di Francis Ford Coppola (1989)
- Quei bravi ragazzi (Goodfellas), regia di Martin Scorsese (1990)
- Il boss e la matricola (The Freshman), regia di Andrew Bergman (1990)
- L'impero del crimine (Mobsters), regia di Michael Karbelnikoff (1991)
- Billy Bathgate - A scuola di gangster (Billy Bathgate), regia di Robert Benton (1991)
- Bugsy, regia di Barry Levinson (1991)
- Bronx (A Bronx Tale), regia di Robert De Niro (1993)
- Una vita al massimo, regia di Tony Scott (1993)
- Casinò (Casino), regia di Martin Scorsese (1995)
- Donnie Brasco, regia di Mike Newell (1997)
- Hoodlum, regia di Bill Duke (1997)
- Terapia e pallottole (Analyze This), regia di Harold Ramis (1999)
- Un boss sotto stress, regia di Harold Ramis (2002)
- Joe Petrosino, regia di Alfredo Peyretti (2006) - miniserie televisiva
- 10th & Wolf, regia di Robert Moresco (2006)
- Prova a incastrarmi - Find Me Guilty, regia di Sidney Lumet (2006)
- The Departed - Il bene e il male, regia di Martin Scorsese (2006)
- Cose nostre - Malavita (The Family), regia di Luc Besson (2013)
- In guerra per amore, regia di Pif (2016)
- The Irishman, regia di Martin Scorsese (2019)

### Televisione
- Boardwalk Empire - L'impero del crimine
- Gli intoccabili
- I Soprano
- Il boss dei boss

### Letteratura
- Casino: Love and Honor in Las Vegas
- Dead city
- Gangster
- Il delitto paga bene
- Il Padrino (opera letteraria da cui è stato tratto l'omonimo film)
- Il ritorno del padrino
- Il siciliano
- L'ultimo padrino
- La vendetta del padrino
- Omertà
- Paradise City

### Videogiochi
- Il padrino
- Il padrino II
- Mafia: The City of Lost Heaven
- Mafia II
- The Sopranos: Road to Respect
- Mafia III